# Debra Monk
Debra Monk (Middletown, Ohio, 27 de febrero de 1949) es una actriz, cantante y escritora estadounidense. 
Nació en Middletown (Ohio). Fue elegida "Mejor personalidad" por su clase en el instituto Wheaton High School en Silver Spring (Maryland). Se graduó en la Universidad Estatal de Frostburg en 1973. En 1975, realizó un máster en Bellas Artes en la Universidad Metodista del Sur en Dallas, Texas.

## Teatro

### Broadway
| Año  | Título                 | Notas                          |
| ---- | ---------------------- | ------------------------------ |
| 1982 | Pump Boys and Dinettes | También coautora y codirectora |
| 1990 | Prelude to a Kiss      |                                |
| 1991 | Nick & Nora            |                                |
| 1993 | Redwood Curtain        | Premio Tony                    |
| 1994 | Picnic                 |                                |
| 1995 | Company                |                                |
| 1997 | Steel Pier             | Nominación a Premio Tony       |
| 1998 | Ah, Wilderness!        |                                |
| 2001 | Thou Shalt Not         |                                |
| 2005 | Chicago                |                                |
| 2007 | Curtains               | Nominación a Premio Tony       |
| 2012 | Cat on a Hot Tin Roof  |                                |

### Off-Broadway
| Año  | Título                 | Notas                      |
| ---- | ---------------------- | -------------------------- |
|      | The Time of the Cuckoo | Premio Obie                |
|      | Ancestral Voices       |                            |
|      | La gaviota             |                            |
|      | El último gran mago    |                            |
|      | Three Hotels           |                            |
| 1986 | Oil City Symphony      | coautora, Drama Desk Award |
|      | Assassins              |                            |
| 1995 | Central Park West      |                            |

## Filmografía

### Cine
| Año  | Título                                                       | Personaje                     | Notas |
| ---- | ------------------------------------------------------------ | ----------------------------- | ----- |
| 1992 | Prelude to a Kiss                                            | Tío Dorothy                   |       |
| 1993 | For Love or Money                                            | Sra. Wegman                   |       |
| 1993 | Fearless                                                     | Alison                        |       |
| 1994 | Quiz Show                                                    | Secretaria de Kintner         |       |
| 1995 | The Bridges of Madison County (Los puentes de Madison [Esp]) | Madge                         |       |
| 1995 | Jeffrey                                                      | Mom                           |       |
| 1995 | Reckless                                                     | Terapista                     |       |
| 1996 | Bed of Roses                                                 | Sra. Farrell                  |       |
| 1996 | Mrs. Winterbourne                                            | Teneite Ambrose               |       |
| 1996 | The Substance of Fire                                        | Martha Hackett                |       |
| 1996 | The First Wives Club                                         | Jilted Lover                  |       |
| 1996 | Extreme Measures                                             | Dr. Judith Gruszynski         |       |
| 1997 | KnitWits                                                     | Catherine                     | Corto |
| 1997 | In & Out                                                     | Sra. Lester                   |       |
| 1997 | The Devil's Advocate                                         | Pam Garrety                   |       |
| 1998 | Bulworth                                                     | Helen                         |       |
| 2000 | Center Stage                                                 | Nancy                         |       |
| 2003 | Briar Patch                                                  | Oficial Avon                  |       |
| 2003 | Milwaukee, Minnesota                                         | Edna Burroughs                |       |
| 2004 | Palindromes                                                  | Mama Sunshine                 |       |
| 2005 | Dark Water                                                   | Profesora de Dahlia           |       |
| 2005 | The Producers                                                | Lick Me-Bite Me               |       |
| 2007 | The Savages                                                  | Nancy Lachman                 |       |
| 2008 | The Great Buck Howard                                        | Doreen                        |       |
| 2009 | Love and Other Impossible Pursuits                           | Laura                         |       |
| 2012 | One for the Money                                            | Sra. Plum                     |       |
| 2012 | The Brass Teapot                                             | Trudy                         |       |
| 2013 | Ass Backwards                                                | Propietario de casa de empeño |       |
| 2013 | Reaching Home                                                | Janet                         | Corto |
| 2014 | This Is Where I Leave You                                    | Linda                         |       |
| 2015 | Demolition                                                   | Mama de Davis                 |       |
| 2019 | Standing Up, Falling Down                                    | Jeanie Rollins                |       |

- Women and Wallace

### Televisión
| Año           | Título                             | Personaje            | Notas                                                                                     |
| ------------- | ---------------------------------- | -------------------- | ----------------------------------------------------------------------------------------- |
| 1989          | One Life to Live                   | Enfermera Medford    | 1 Episodio                                                                                |
| 1990          | American Playhouse                 | Psiquiatra           | Episodio: "Women & Wallace "                                                              |
| 1992          | Loving                             | Sandra Thorpe        | 1 Episodio                                                                                |
| 1992          | Lifestories: Families in Crisis    | Karen Bell           | Episodio:"Public Law 106: The Becky Bell Story "                                          |
| 1994          | Law & Order                        | Kathleen O'Brien     | Episodio: "Coma"                                                                          |
| 1995          | Redwood Curtain                    | Geneva               | Película de televisión                                                                    |
| 1996–2001     | NYPD Blue                          | Katie Sipowicz       | 17 Episodios (1999 -Primetime Emmy Award for Outstanding Guest Actress in a Drama Series) |
| 1997          | Ellen Foster                       | Tía Nadine           | Película de televisión                                                                    |
| 1998          | Dellaventura                       | Madison Harcourt     | Episodio: "Made in America"                                                               |
| 1998          | LateLine                           | Clare Cunningham     | Episodio: "Requiem for a Horse"                                                           |
| 2001–02       | A Nero Wolfe Mystery               | Varios personajes    | 8 Episodios                                                                               |
| 2002          | Law & Order                        | Dr. Madelyn Stahl    | Episodio: "Born Again"                                                                    |
| 2003          | The Music Man                      | Sra. Paroo           | Película de televisión                                                                    |
| 2003          | Eloise at the Plaza                | Maggie               | Película de televisión                                                                    |
| 2003          | Eloise at Christmastime            | Maggie               | Película de televisión                                                                    |
| 2003          | The Wonderful World of Disney      | Maggie               | 2 Episodios                                                                               |
| 2003          | Frasier                            | Enfermera Karen      | Episodio: "No Sex Please We're Skittish" (T11)                                            |
| 2005          | Law & Order                        | Jueza G. Proctor     | Episodio: "In God We Trust"                                                               |
| 2006–11       | Grey's Anatomy                     | Louise O'Malley      | 7 Episodios                                                                               |
| 2006          | Desperate Housewives               | Marcella             | Episodio: "Children and Art" (T3, Epi 3)                                                  |
| 2007–12       | Damages                            | Denise Parsons       | 12 Episodios                                                                              |
| 2007          | Notes from the Underbelly          | Mama de Andrew       | Episodio: "Mother's Milk "                                                                |
| 2007          | Law & Order: Criminal Intent       | Warden Pellis        | Episodio: "Untethered "                                                                   |
| 2009          | Glee                               | Sra. Schuester       | Episodio: "Acafellas"                                                                     |
| 2009          | The Closer                         | Mary Summer          | Episodio: "Blood Money "                                                                  |
| 2009          | Ghost Whisperer                    | Anne Sullivan        | Episodio: "Till Death Do Us Start "                                                       |
| 2010          | Brothers & Sisters                 | Alexandra Kirby      | Episodio: "Call Mom"                                                                      |
| 2011          | Good Luck Charlie, It's Christmas! | Petunia              | Película de televisión                                                                    |
| 2012          | White Collar                       | Sra. Mitchell        | Episodio: "Pulling Strings"                                                               |
| 2014          | Girls                              | Dr. Stern            | 2 Episodios                                                                               |
| 2014          | Hot in Cleveland                   | Loretta              | Episodio: "Win Win"                                                                       |
| 2014–18       | Mozart in the Jungle               | Betty Cragdale       | 26 Episodios                                                                              |
| 2014          | Reckless                           | Juez Gertrude Moss   | 5 Episodios                                                                               |
| 2015          | Madam Secretary                    | Mary Lou Boris       | Episodio: "The Ninth Circle"                                                              |
| 2015          | The Jack and Triumph Show          | Joven June           | 2 Episodios                                                                               |
| 2015          | Difficult People                   | Bunny Tack           | Episodio: "Difficult Christmas"                                                           |
| 2015          | Blindspot                          | Coronel Powers       | Episodio: "A Stray Howl"                                                                  |
| 2015–17       | Sneaky Pete                        | Connie Persikof      | 2 Episodios                                                                               |
| 2016–17       | Mercy Street                       | Madre del Dr. Foster | 2 Episodios                                                                               |
| 2016          | Crowded                            | Linda                | Episodio: "Come Back"                                                                     |
| 2016          | The Good Wife                      | Tracy Mintz          | Episodio: "Judged"                                                                        |
| 2016          | The Characters                     | Kim                  | Episodio: "John Early "                                                                   |
| 2017          | Barefoot Contessa: Back to Basics  | Ella misma           | Episodio: “Dinner Party 101”                                                              |
| 2017          | NCIS: New Orleans                  | CEO Sarah Laroche    | Episodio: “Hell on the High Water”                                                        |
| 2017          | Mr. Mercedes                       | Capt. Brooke Hockney | 2 Episodios                                                                               |
| 2018          | Dietland                           | Sra. Kettle          | 5 Episodios                                                                               |
| 2018–19       | Tell Me a Story                    | Esther Thorn         | 4 Episodios                                                                               |
| 2019          | At Home with Amy Sedaris           | Sra. Bjornson        | Episodio: “Thanksgiving”                                                                  |
| 2019          | Instinct                           | Jueza Gillespie      | Episodio: “Finders Keepers”                                                               |
| 2019–21       | New Amsterdam                      | Karen Brantley       | 16 Episodios                                                                              |
| 2022-presente | The Gilded Age                     | Armstrong            | 17 Episodios                                                                              |